# Beeranahalli, Channarayapatna
Beeranahalli là một làng thuộc tehsil Channarayapatna, huyện Hassan, bang Karnataka, Ấn Độ.